# Ватијски језици
Ватијски или ватски језици су најзначајнија грана пама-њунганских језика у унутрашњости Аустралије, а укључује ванмански језик и западнопустињски језик (или дијалекатски континуум), који према неким изворима чини групу од неколико десетина посебних језика. Постојбина ватијских језика је унутрашњост Аустралије, тачније погранично подручје Западне Аустралије, Северне територије и Јужне Аустралије.

## Класификација

### Језици
Ватијски језици укључују следећа два језика:
- Ванмански језик (или варнмански)
- Западнопустињски језик или дијалекатски континуум

### Несигуран положај
Антакариња је прелазни дијалекат између ванманског и западнопустињског језика и постоје различити ставови о припадности неком од ова два језика.
Према Клер Боверн (2011) нгардијски језик припада ватијским језицима, док према старијим класификацијама он припада Нгумпин–јапским језицима.